# 小行星2293
小行星2293（2293 Guernica）是一颗围绕太阳公转的小行星。1977年3月13日，尼古拉·切爾尼赫在克里米亚发现了此天体。
該小行星以西班牙的城市格爾尼卡命名。
这颗小行星的绝对星等为133.40511等。